# Metal Magic Records
La Metal Magic Records è stata un'etichetta discografica di genere heavy metal degli Stati Uniti a gestione familiare creata dalla band Pantera nel 1983.

## Storia
I Pantera si formarono nel 1981 e iniziarono la loro carriera suonando cover di canzoni heavy metal famose. Il gruppo però iniziò ben presto a comporre canzoni proprie e dovette perciò trovare una casa discografica capace di produrre e finanziare il loro primo album. Il padre del chitarrista Dimebag Darrell e del batterista Vinnie Paul, Jerry Abbott, era il possessore degli studi discografici Pantego Sound Studios e perciò si offrì, con la collaborazione dei ragazzi, di creare un'etichetta capace di sostenerli nel loro esordio. Si formò così nel 1983 la Metal Magic Records che produsse i primi quattro dischi della band, Metal Magic, Projects in the Jungle, I Am the Night e Power metal, prima che la stessa trovasse nel 1990 una vera etichetta, l'Atlantic Records, che finanziasse i successivi lavori.

## Discografia
- 1983 - Metal Magic
- 1984 - Projects in the Jungle
- 1985 - I Am the Night
- 1988 - Power metal